# The Beatles: Eight Days a Week
Pour les articles homonymes, voir Eight Days a Week (homonymie).
Pour plus de détails, voir Fiche technique et Distribution.
The Beatles: Eight Days a Week (sous titré The Touring Years), The Beatles : le monde est à eux pour la version diffusée en France ou Les Beatles : Les années de tournée au Canada français, est un documentaire sur le groupe rock britannique The Beatles réalisé par Ron Howard, sorti le 16 septembre 2016 et produit par Apple Corps. Il relate, documents filmés à l'appui, parfois issu des films tournés en super 8 par les fans du groupe, les années où les Fab Four se sont produits sur scène et ont tourné dans le monde entier. C'est-à-dire de l'époque du Cavern Club au début des années 1960, jusqu'à leur dernier concert public au Candlestick Park de San Francisco le 29 août 1966. Détaillant par ailleurs la montée en popularité, jusqu'à l'incontrôlable Beatlemania, qui amuse les quatre musiciens au départ, puis leur pèse de plus en plus, jusqu'à ce qu'ils constatent l'impossibilité de continuer à tourner. Le film clôt avec un extrait du concert sur le toit de leur studio au 3 Savile Row le 30 janvier 1969.

## Historique
Fin juin 1966, lors de ce qui sera leur dernière tournée mondiale, l'avion qui transporte les Beatles de Hambourg à Tokyo, par une route aérienne polaire, doit être redirigé vers Anchorage en Alaska pour éviter le cyclone tropical Kit qui affecte le Japon. Une équipe de tournage de la société National Geographic, déjà sur place pour un projet, profite de l'occasion et tourne des images de l'arrivée du groupe. En 2004, Matthew White, vice président des archives de la société, redécouvre ces images. À ce moment, il se rend compte que partout dans le monde se cachent des séquences inédites, oubliées dans les archives des stations de télé, des postes de police, des organisations médiatiques mais aussi dans les tiroirs et greniers de milliers de fans qui ont tourné des films 8 mm avec leurs caméras, nouveautés en vogue au début des années 1960. Ces films ou bandes vidéo risquaient de disparaître à jamais dû à la pellicule vieillissante.
White s'installe à la bibliothèque McKeldin de l'université du Maryland et commence sa recherche d'images. Il approche Neil Aspinall, le directeur d'Apple pour lui proposer l'idée d'un documentaire qui utiliserait ces images inédites. La compagnie ne s'engage pas formellement mais subventionne White à voir s'il existe une quantité suffisante de séquences utilisables.
En 2007, il fonde une compagnie à responsabilité limitée baptisée One Voice One World (OVOW) qui engagera une trentaine de recherchistes à travers le monde. La compagnie lance The Beatles Live! Project, un appel à tous, en utilisant les médias sociaux, pour se bâtir une banque de films tournés en super 8 par les fans lors des prestations du groupe sur les différentes scènes du monde. En 2012 , satisfait, White retourne donc chez Apple Corps et obtient le feu vert de Jeff Jones (en), le nouveau directeur général, et le projet peut commencer.

## Production
Ce documentaire présente les tournées des Beatles à partir des spectacles du groupe à Liverpool en 1962 jusqu'à leur ultime concert à San Francisco en 1966 pour se terminer avec un aperçu du « concert sur le toit » de 1969. Les images, qui sont aussi tirées des archives personnelles des membres du groupe et d'Apple, sont synchronisées avec le son enregistré à l'époque, souvent à partir de la table de mixage, lors de ces prestations sur scène et restauré par Giles Martin.
Le fait que les images originales soient de différents formats (PAL, NTSC, ou haute définition, 720p ou 1080p, ou même 25, 23,98, ou 23,997 images par seconde) n'était pas un problème en soi, mais les transformer pour qu'elles soient compatibles avec le format HD fut plus difficile. La compagnie de postproduction Chainsaw, sise à Los Angeles, a eue la tâche d'uniformiser la qualité de ces images. Tout de même, certaines images de moindre qualité, dont celles des reportages vidéos du journaliste Larry Kane (en) qui étaient des copies de troisième génération, ont été utilisées car ces séquences apportaient des informations jugées assez importantes pour justifier leurs inclusions.

## Synopsis

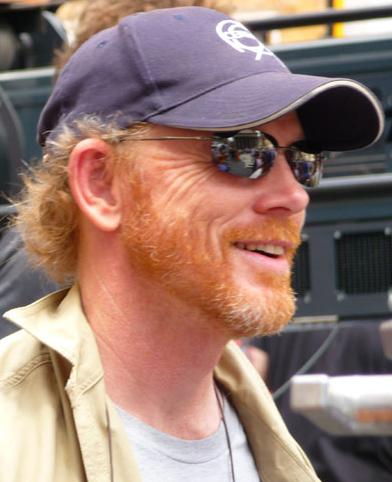
Le réalisateur, Ron Howard, a été récipiendaire d'un Oscar en 2002. Ce documentaire lui a rapporté un Grammy en 2017.

Le documentaire explore les premières années de la carrière du groupe et tente d'expliquer la synergie qui liait John Lennon, Paul McCartney, George Harrison et Ringo Starr qui a permis de les amener vers les sommets des palmarès mondiaux pour devenir un phénomène culturel global.

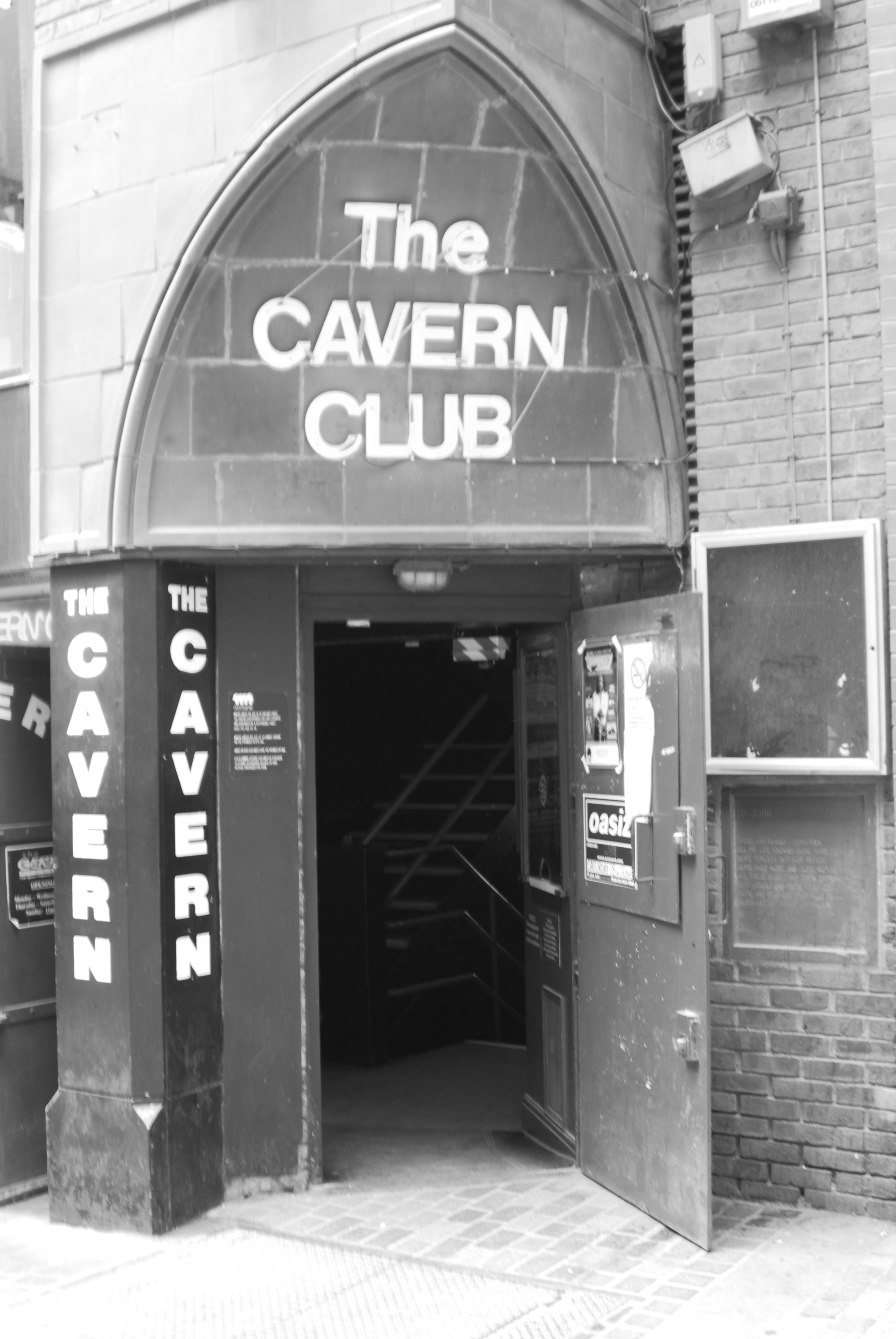
La prestation de la chanson Some Other Guy a été filmée au Cavern Club par une équipe de la télévision en 1962.

Entre 1962 et 1966, le groupe donne 166 concerts dans 90 villes de 15 pays différents. Après le passage du groupe au Ed Sullivan Show, le 9 février 1964, à 20h12, heure locale de New York, la Beatlemania déferle rapidement sur le monde entier. Ce film tente de montrer l'étendue de l'influence du phénomène Beatles sur les membres et l'entourage du groupe lui-même, sur les fans et sur la société en général.
Parmi les personnes interviewées dans le documentaire, on entend, entre autres, le musicien Elvis Costello, les actrices Whoopi Goldberg, présente dans le public au Shea Stadium et Sigourney Weaver qui a été filmée au milieu de la foule du Hollywood Bowl, le compositeur et animateur de télévision Howard Goodall et les journalistes Malcolm Gladwell et Larry Kane. Ce dernier, à 21 ans, journaliste débutant à la station « top-40 » WFUN de Miami, a été présent pour tous les spectacles nord-américains donnés par le groupe en 1964 et 1965 en plus de quelques-uns en 1966; pour un total de 46 performances. On entend aussi l'historienne afro-américaine Dr. Kitty Oliver qui était présente au spectacle du stade Gator Bowl de Jacksonville en Floride le 11 septembre 1964. Les promoteurs du spectacle, en vertu des lois de ségrégation régnant encore au sud des États-Unis, avaient réservé une section uniquement aux noirs, mais les Beatles avaient refusé d'y jouer à moins que cette décision soit annulée. Évidemment les promoteurs avaient dû acquiescer, le groupe incluant ensuite une clause d'intégration de tous les spectateurs quelle que soit leur ethnie dans leurs contrats subséquents.
Outre les chansons enregistrées sur scène, on y entend aussi quelques enregistrements studio. Pour certaines, comme la chanson titre, Tomorrow Never Knows, Strawberry Fields Forever ou quelques pièces du disque Sgt. Pepper's Lonely Hearts Club Band, on y entend l'évolution des enregistrements.

### Les Beatles au Shea Stadium

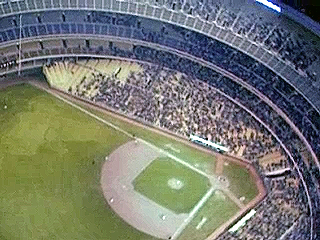
Le Shea Stadium en 1964.

En supplément à la présentation du documentaire en salle, un nouveau montage restauré du concert intégral au Shea Stadium de New York est présenté. La restauration 4K des images couleur prises par les 14 caméras 35mm présentes sur place a été supervisée par Ron Furmanek (en) accompagnée d'une remastérisation du son par Giles Martin et Sam Okell. L'émission de télévision (en) originale tirée du concert, filmée devant 55 000 personnes le 15 août 1965 et produite par la compagnie Ed Sullivan Productions en association avec NEMS Enterprises et Subafilms (dirigées par Brian Epstein), avait été présentée en Angleterre en noir et blanc sur la BBC en 1966 et en couleurs aux États-Unis l'année suivante sur le réseau ABC. Contrairement à cette émission qui utilisa en bonne partie le son enregistré au Hollywood Bowl ou ré-enregistrée en post-production le 5 janvier 1966 au studio CTS à Londres, ce nouveau montage utilise habituellement le son enregistré sur place. Par contre pour la chanson Act Naturally, la voix de Ringo sur scène est mixée avec l'instrumentation de la version studio.
Brenda Holloway (en) et le King Curtis Band, Cannibal & The Headhunters (en), Sounds Incorporated (en) et les Young Rascals se partageront la scène avant l'arrivée des Beatles, à 21h16, qui furent présentés par l'animateur Ed Sullivan. Le groupe interprétera les chansons suivantes :
| 1. Twist and Shout 2. She's a Woman 3. I Feel Fine 4. Dizzy Miss Lizzy | 1. Ticket to Ride 2. Everybody's Trying to Be My Baby 3. Baby's in Black 4. Act Naturally | 1. A Hard Day's Night 2. Help! 3. I'm Down |

## Parution
The Beatles: Eight Days a Week a été présenté en avant-première à Londres le 15 septembre 2016 (en présence de Paul McCartney , Ringo Starr et Yoko Ono aux côtés de Liam et Noel Gallagher) et le lendemain dans un nombre limité de salles aux États-Unis et au Canada. Le film a aussi été projeté, grâce à un partenariat avec StudioCanal, au Royaume-Uni, en France, en Allemagne, en Australie et en Nouvelle-Zélande. Il a aussi été présenté aux quatre coins de la planète par différents distributeurs. Les droits ont été acquis par Hulu pour que ce film soit disponible en ligne sur leur plateforme aux États-Unis à partir du 17 septembre 2016. Le spectacle du Shea Stadium ne sera pas disponible en streaming. Plusieurs autres pays, tel la Chine, ont subséquemment acquis les droits de présenter ce film en salle.
Ce documentaire est accompagné de la réédition du disque The Beatles at the Hollywood Bowl sous le nom The Beatles: Live at the Hollywood Bowl qui a été publié le 9 septembre 2016 et d'un vidéoclip de la chanson Boys enregistré sur cette scène de la Californie. Ce clip, la bande-annonce ni les « teasers » ne seront pas inclus dans le DVD.

### Vidéo
La sortie de ce DVD et Blu-ray a eu lieu le 18 novembre en deux versions ; la première comprenant un seul disque et une version deluxe avec deux disques, le second comprenant plus de 100 minutes de suppléments. La tagline « The band you know. The story you don't. » est rajoutée à la pochette. À la suite d'une injonction par la compagnie Sid Bernstein Presents, LLC, qui a organisé l'événement original , le concert au Shea Stadium n'est pas inclus. Le documentaire est aussi disponible en téléchargement.

## Accueil

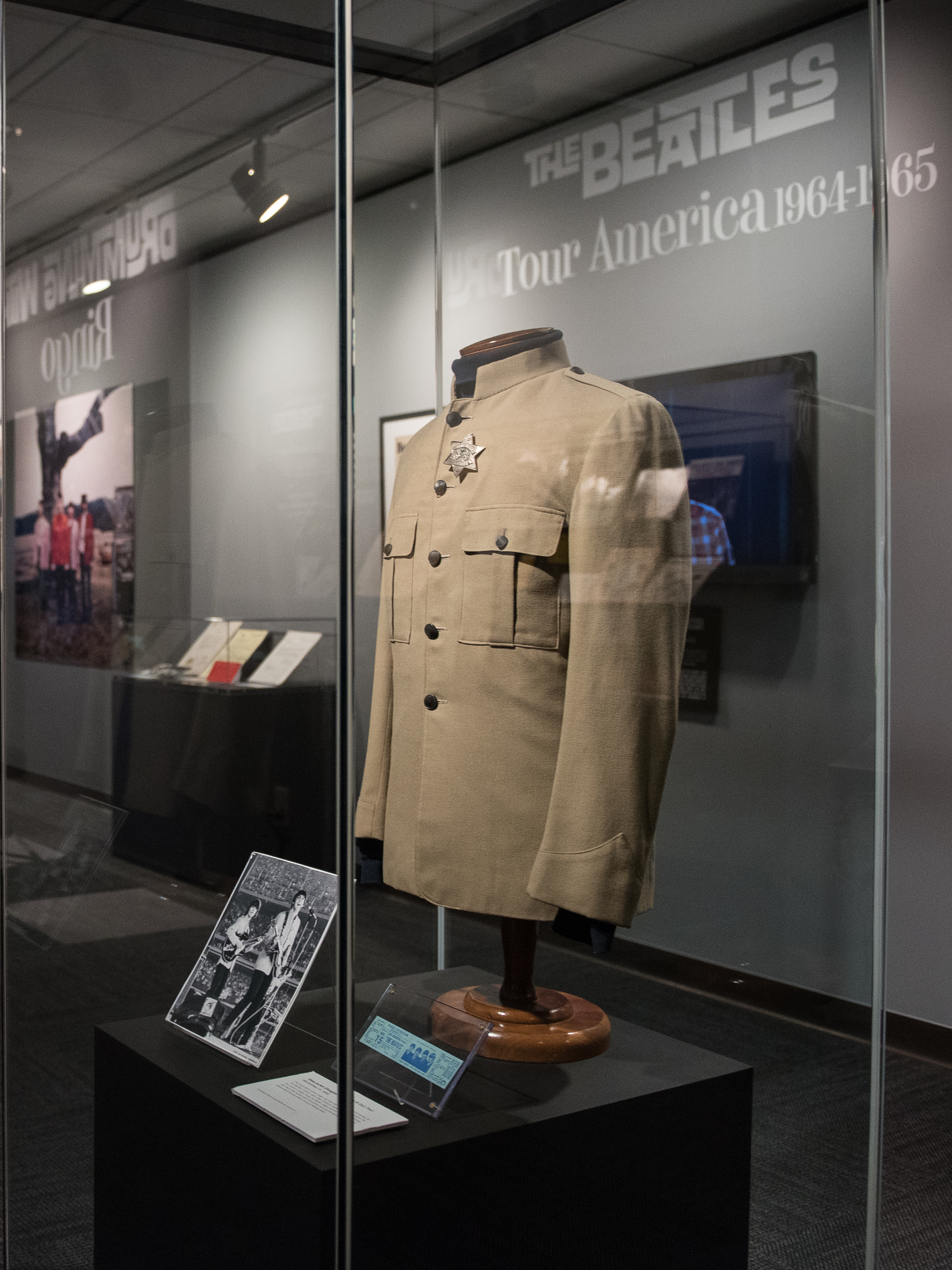
Un costume de scène du concert au Shea Stadium.

Au départ, il était question de pouvoir rentabiliser seulement quelques jours de projections en salle. Originellement présenté dans 85 salles aux États-Unis, quelquefois pour une ou deux représentations, pour un weekend ou pour une semaine seulement, l'engouement pour ce documentaire poussa plusieurs cinémas à rallonger la plage horaire. En une semaine, plus d'un million d'entrées ont été vendues avec une moyenne de 7 322 $ US de revenus par salle, ce qui le place devant les films des studios d'Hollywood dans 48 des 50 cinémas qui l'on projeté dans le même complexe. Bien que ce film soit simultanément disponible en streaming, le nombre de salles a été augmenté à près de 200 pour la deuxième semaine, durée qui n'était pas prévue à l'origine et les recettes mondiales ont atteint 8 millions de dollars US. Plusieurs cinémas aux États-Unis et quelques-uns au Canada ont présenté ensuite le film pour plus d'un mois. Finalement, les recettes dans le monde ont atteignent $12,2 millions US. On enregistre des scores de 95 % chez Rotten Tomatoes (basé sur 86 critiques) et 72 % chez Metacritic (basé sur 22 critiques).
Le documentaire a reçu le Grammy du meilleur film musical aux 59e Grammy Awards en 2017. Il a aussi été nommé dans la catégorie du meilleur montage d'un film documentaire (« Best Edited Documentary (Feature) ») pour les Eddie Awards du American Cinema Editors et celle du meilleur documentaire aux « Bafta Awards ». De plus, il est nommé dans cinq catégories aux Primetime Emmy Awards de 2017. Au total, le documentaire s'est mérité au moins une nomination dans treize compétitions dont le lauréat du meilleur documentaire musical du Critics' Choice Movie Award du meilleur film documentaire.
Le DVD a atteint la première place du palmarès des ventes de Billboard Music Video chart.

## Prestations sur scène vues dans le film
Bien que des enregistrements studio sont entendus dans le documentaire, cette liste ne comporte que les chansons qui ont été enregistrées sur scène. On entend aussi quelques autres chansons devant public dont la provenance n'est pas identifiée. Toutes les dates sont tirées du film sauf indication contraire. L'astérisque dénote qu'une version complète de cette performance est offerte en supplément sur le disque 2 de l'édition deluxe du DVD.
| Titre                                           | Auteurs                                           | Scène                             | Localité                 | Date              |
| ----------------------------------------------- | ------------------------------------------------- | --------------------------------- | ------------------------ | ----------------- |
| She Loves You *                                 | Lennon/McCartney                                  | ABC Cinema Ardwick                | Manchester (Angleterre)  | 20 novembre 1963  |
| Please Please Me                                | Lennon/McCartney                                  | Drop In (Émission de télé)        | Stockholm (Suède)        | 30 octobre 1963   |
| Twist and Shout *                               | Phil Medley et Bert Berns                         | ABC Cinema Ardwick                | Manchester (Angleterre)  | 20 novembre 1963  |
| All My Loving                                   | Lennon/McCartney                                  | The Ed Sullivan Show              | New York (New York)      | 9 février 1964    |
| Some Other Guy                                  | Jerry Leiber, Mike Stoller et Richie Barrett (en) | Cavern Club                       | Liverpool (Angleterre)   | 22 août 1962      |
| I Saw Her Standing There                        | Lennon/McCartney                                  | Coliseum                          | Washington DC            | 11 février 1964   |
| Can't Buy Me Love *                             | Lennon/McCartney                                  | NME Awards - Empire Pool          | Londres (Angleterre)     | 26 avril 1964     |
| You Can't Do That *                             | Lennon/McCartney                                  | Festival Hall (en)                | Melbourne (Australie)    | 17 juin 1964      |
| Roll Over Beethoven                             | Chuck Berry                                       | Johanneshovs Isstadion            | Stockholm (Suède)        | 28 octobre 1963   |
| Boys                                            | Luther Dixon et Wes Farrell (en)                  | Hollywood Bowl                    | Los Angeles (Californie) | 23 août 1964      |
| Things We Said Today                            | Lennon/McCartney                                  | Gator Bowl Stadium (en)           | Jacksonville (Alabama)   | 11 septembre 1964 |
| Help! *                                         | Lennon/McCartney                                  | Blackpool Night Out - ABC Theater | Blackpool (Angleterre)   | 1er août 1965     |
| Everybody's Trying to Be My Baby                | Carl Perkins                                      | Palais des Sports                 | Paris (France)           | 20 juin 1965      |
| Dizzy Miss Lizzy                                | Larry Williams                                    | Shea Stadium                      | New York (New York)      | 15 août 1965      |
| Day Tripper                                     | Lennon/McCartney                                  | Hammersmith Odeon                 | Londres (Angleterre)     | 10 décembre 1965  |
| Nowhere Man                                     | Lennon/McCartney                                  | Nippon Budokan                    | Tokyo (Japon)            | 30 juin 1966      |
| Medley : Don't Let Me Down / I've Got a Feeling | Lennon/McCartney                                  | Le toit du 3 Savile Row           | Londres (Angleterre)     | 30 janvier 1969   |

## Fiche technique
- Titre original : The Beatles: Eight Days a Week - The Touring Years
- Réalisation : Ron Howard
- Scénarisation : Mark Monroe[12]
  - Consultant au scénario : P.G. Morgan[46]
- Production : Nigel Sinclair (en) et Scott Pascucci (White Horse), Brian Grazer et Ron Howard (Imagine)[47] et Marc Ambrose (superviseur)[12]
- Producteurs exécutifs : Jeff Jones et Jonathan Clyde (Apple Corps), Michael Rosenberg (en) (Imagine), Guy East et Nicholas Ferrall (White Horse)[47], Matt White, Stuart Samuels et Bruce Higham (OVOW)[8]
- Montage : Paul Crowder (en)[12]
- Photographie : Caleb Deschanel, Tim Suhrstedt, Paul Lang, Michael Wood et Jessica Young
- Son : Chris Jenkins
- Musique originale : The Beatles
- Producteur de la trame sonore : Giles Martin[48]
  - One More Chance : chanson originale écrite et interprétée par David Torn
- Sociétés de production : Apple Corps, White Horse Pictures, Imagine Entertainment[47], Universal Music Group International, Diamond Docs et OVOW Productions
- Sociétés de distribution : Abramorama  États-Unis - Studio Canal  France et  Royaume-Uni
- Pays de production : États-Unis, Royaume-Uni
- Langue : Anglais
- Durée : 106 minutes
- Format : Couleurs - Couleurs numériquement colorées - Noir et blanc (archives) - 1.78 : 1 - Digital
- Dates de sortie :  
  - États-Unis : 15 septembre 2016
  - Royaume-Uni : 15 septembre 2016
  - France : 15 septembre 2016
  - Belgique : 15 septembre 2016

## Distribution
- John Lennon : lui-même (archives)
- Paul McCartney : lui-même
- George Harrison : lui-même (archives)
- Ringo Starr : lui-même
- Richard Curtis : lui-même
- Eddie Izzard : lui-même
- Ed Sullivan : lui-même (archives)
- Whoopi Goldberg : elle-même
- Neil Aspinall : lui-même
- Brian Epstein : lui-même (archives)
- Elvis Costello : lui-même
- Richard Lester : lui-même
- Malcolm Gladwell : lui-même
- Larry Kane (en) : lui-même
- Sigourney Weaver : elle-même
- Howard Goodall : lui-même
- George Martin : lui-même (archives)
- Jon Savage : lui-même